# Гусман, Ейсон
Е́йсон Эсти́вен Гусма́н Го́мес (исп. Yeison Estiven Guzmán Gómez; род. 22 марта 1998, Ла-Уньон) — колумбийский футболист, полузащитник московского «Торпедо».

## Биография
Родился в Ла-Уньоне.
Гусман — воспитанник клуба «Энвигадо», в системе которого находился с 2011 года.  
11 февраля 2016 года в поединке Кубка Колумбии против «Агилас Дорадас» игрок дебютировал за основной состав. 26 февраля 2017 года в матче против «Депортес Толима» он дебютировал в Кубке Мустанга. 18 февраля 2018 года в поединке против «Онсе Кальдас» Ейсон забил свой первый гол за «Энвигадо».  
26 июня 2021 года Гусман перешёл в «Атлетико Насьональ». 16 августа 2021 года в матче против «Патриотас Бояка» он дебютировал за новый клуб. 31 августа 2021 года в поединке против «Агилас Дорадас» Ейсон забил свой первый гол за «Атлетико Насьональ». 12 декабря 2021 года в матче против «Депортиво Перейра» игрок сделал хет-трик.  
В своём дебютном сезоне Ейсон стал обладателем Кубка Колумбии 2021, а также занял 1-е место в Апертуре 2022 став чемпионом Колумбии. 
24 декабря 2022 года Гусман пополнил состав «Депортес Толима».27 января 2023 года в матче против «Америка» он дебютировал за новый клуб. 21 марта 2023 года в поединке против «Атлетико Букараманга» Ейсон забил свой первый гол за «Депортес Толима». 
В составе «Депортес Толима» игрок стал серебряным призёром чемпионата Колумбии заняв 2-е место в Финалисасьон 2024.
21 января 2025 года Гусман был куплен московским «Торпедо». 1 марта 2025 года в матче против новороссийского «Черноморца» он дебютировал в Первой лиге. 15 марта 2025 года в матче против «Нефтехимика» забил дебютный гол за команду. В сезоне 2024/25 с клубом стал серебряным призёром Первой лиги. 

## Статистика выступлений
| Выступление        | Выступление      | Выступление      | Лига | Лига | Кубки | Кубки | Международные кубки | Международные кубки | Итого | Итого |
| Клуб               | Лига             | Сезон            | Игры | Голы | Игры  | Голы  | Игры                | Голы                | Игры  | Голы  |
| ------------------ | ---------------- | ---------------- | ---- | ---- | ----- | ----- | ------------------- | ------------------- | ----- | ----- |
| Энвигадо           | Примера A        | 2016             | 0    | 0    | 3     | 0     | —                   | —                   | 3     | 0     |
| Энвигадо           | Примера A        | 2017             | 10   | 0    | 2     | 0     | —                   | —                   | 12    | 0     |
| Энвигадо           | Примера A        | 2018             | 33   | 6    | 3     | 2     | —                   | —                   | 36    | 8     |
| Энвигадо           | Примера A        | 2019             | 39   | 8    | 2     | 1     | —                   | —                   | 41    | 9     |
| Энвигадо           | Примера A        | 2020             | 21   | 5    | 2     | 2     | —                   | —                   | 23    | 7     |
| Энвигадо           | Примера A        | 2021             | 17   | 4    | 0     | 0     | —                   | —                   | 17    | 4     |
| Энвигадо           | Итого            | Итого            | 120  | 23   | 12    | 5     | —                   | —                   | 132   | 28    |
| Атлетико Насьональ | Примера A        | 2021             | 21   | 5    | 7     | 0     | 0                   | 0                   | 28    | 5     |
| Атлетико Насьональ | Примера A        | 2022             | 38   | 4    | 1     | 0     | 1                   | 0                   | 40    | 4     |
| Атлетико Насьональ | Итого            | Итого            | 59   | 9    | 8     | 0     | 1                   | 0                   | 68    | 9     |
| Депортес Толима    | Примера A        | 2023             | 43   | 8    | 1     | 0     | 6                   | 2                   | 50    | 10    |
| Депортес Толима    | Примера A        | 2024             | 42   | 18   | 1     | 0     | 1                   | 0                   | 44    | 18    |
| Депортес Толима    | Итого            | Итого            | 85   | 26   | 2     | 0     | 7                   | 2                   | 94    | 28    |
| Торпедо (Москва)   | Первая лига      | 2024/25          | 11   | 5    | 0     | 0     | —                   | —                   | 11    | 5     |
| Торпедо (Москва)   | Итого            | Итого            | 11   | 5    | 0     | 0     | —                   | —                   | 11    | 5     |
| Всего за карьеру   | Всего за карьеру | Всего за карьеру | 275  | 63   | 22    | 5     | 8                   | 2                   | 305   | 70    |

## Достижения
«Атлетико Насьональ»
- Чемпион Колумбии: Апертура 2022[исп.]
- Обладатель Кубка Колумбии: 2021[англ.]
- Итого : 2 трофея

«Депортес Толима»
- Серебряный призёр чемпионата Колумбии: Финалисасьон 2024[исп.]

«Торпедо» (Москва)
- Серебряный призёр Первой лиги: 2024/25